# Inocybe catalaunica
Inocybe catalaunica är en svampart som beskrevs av Singer 1947. Inocybe catalaunica ingår i släktet Inocybe och familjen Inocybaceae.   Inga underarter finns listade i Catalogue of Life.
I den svenska databasen Dyntaxa används istället namnet Inocybe leiocephala för samma taxon.  Arten är reproducerande i Sverige.

## Bildgalleri

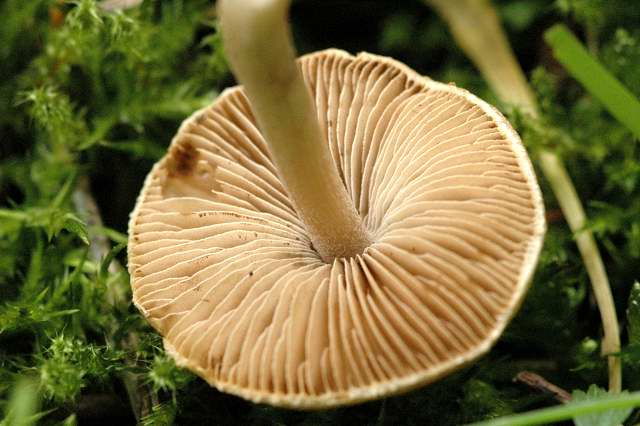